# Toshio Fujii
Toshio Fujii (藤井敏雄 Tokio, 1941 - Isla de Man, 26 de agosto de 1966?) es un expiloto de motociclismo y automovilismo japonés, que disputó el Campeonato del Mundo de Motociclismo entre 1963 hasta su muerte en 1966.

## Biografía
Después de trabajar como piloto y ensamblador para Tohatsu. Empezó con carreras de motocross y posteriormente, en 1961, da el salto a la velocidad. Consigue la victoria en la All Japan Clubman Race donde consigue la victoria y el récord de la vuelta.
En 1962, ficha por Suzuki y trabajó como mecánico y piloto probador. Participó en la primera carrera del Campeonato de Japón en 1962 y terminó 12.º en la clasificación en la clasificación de 50cc.
Su debut en el Campeonato del Mundo de Motociclismo fue en 1963 al correr el Gran Premio de Japón de 50 cc en el que no logra acabar la carrera. En 1965 disputa dos Grandes Premios. En el Gran Premio de Bélgica logra acabar su primera carrera mientras que en el Gran Premio de Japón tiene que retirarse cuando iba liderando la prueba.
En noviembre de 1965 deja Suzuki y fichó por Kawasaki en 1966. Participó en el Campeonato Mundial en la categoría de 125cc pero la moto tuvo muchos problemas mecánicos y no pudo acabar ninguna de las carreras que disputó.
En los entrenamientos de la carrera de 125 cc de la TT Isla de Man de 1966 tuvo problemas graves con la caja de cambios. En la primera vuelta de la carrera, se estrelló contra una cerca en la esquina de Ramsey y murió al instante.

## Resultados

### Campeonato del Mundo de Motociclismo
Sistema de puntuación desde 1950 hasta 1968:
| Posición | 1 | 2 | 3 | 4 | 5 | 6 |
| Puntos   | 8 | 6 | 4 | 3 | 2 | 1 |

(Carreras en negrita indica pole position; carreras en cursiva indica vuelta rápida)
| Año  | Cat.  | Moto     | 1     | 2       | 3     | 4       | 5       | 6       | 7       | 8       | 9           | 10    | 11    | 12      | Pts. | Pos. |
| ---- | ----- | -------- | ----- | ------- | ----- | ------- | ------- | ------- | ------- | ------- | ----------- | ----- | ----- | ------- | ---- | ---- |
| 1963 | 50cc  | Suzuki   | ESP - | GER -   | FRA - | IOM -   | NED -   | BEL -   |         |         | FIN -       |       | ARG - | JPN Ret | 0    | -    |
| 1965 | 50cc  | Suzuki   | USA - | ALE -   | ESP - | FRA -   | IOM -   | NED -   | BEL 7   |         |             |       |       | JPN Ret | 0    | -    |
| 1966 | 125cc | Kawasaki | ESP - | GER Ret |       | NED Ret |         | RDA Ret | CZE Ret | FIN Ret | IOM Ret (†) | NAT - | JPN - |         | 0    | -    |
| 1966 | 500cc | Norton   |       | GER -   |       | NED -   | BEL Ret | RDA -   | CZE -   | FIN -   | IOM -       | NAT - |       |         | 0    | -    |